# Пакажус
Пакажус (порт. Pacajus)  —  муниципалитет в Бразилии, входит в штат Сеара. Составная часть мезорегиона Агломерация Форталеза. Находится в составе крупной городской агломерации Агломерация Форталеза. Входит в экономико-статистический  микрорегион Пакажус. Население составляет 53 139 человек на 2006 год. Занимает площадь 254,435 км². Плотность населения — 208,9 чел./км².

## История
Город основан 9 сентября 1980 года. 

## Статистика
- Валовой внутренний продукт на 2004 составляет 297.314.000,00 реалов (данные: Бразильский институт географии и статистики).
- Валовой внутренний продукт на душу населения на 2004 составляет 5.903,00 реалов (данные: Бразильский институт географии и статистики).
- Индекс развития человеческого потенциала на 2000 составляет 0,678 (данные: Программа развития ООН).

## География
Климат местности: полупустыня.